# Alba Cánizares do Nascimento
Alba Cánizares do Nascimento (Rio de Janeiro, 11 de maio de 1893  — 15 de março de 1944) foi uma educadora brasileira.

## Vida
Nasceu no Rio de Janeiro, em 11 de maio de 1893, filha de Emília Cánizares do Nascimento e de Nicanor Queirós do Nascimento, um político carioca. Formou-se no curso de filosofia pela Universidade Federal do Rio de Janeiro e lecionou na Escola Normal em 1914. Posteriormente, lecionou psicologia no Instituto de Educação, atual Instituto Superior de Educação do Rio de Janeiro (ISERJ), e na Escola Normal Venceslau Brás.
Ocupou a cadeira nº 12 da Academia Brasileira Feminina de Letras, fundada por Adalzira Bittencourt, além de ter participado da Academia de Ciências e Educação, da Sociedade Brasileira de Filosofia, do Conselho Arquidiocesano de Ensino Religioso e da Academia Carioca de Letras. Escreveu para diversos jornais do Rio de Janeiro e realizou conferências sobre pedagogia e educação.
Alba integrava a elite carioca e destacava-se como professora, escritora e intelectual em sua rede de sociabilidade. Não há registros de que tenha se casado, o que é corroborado pelo fato de ter mantido o nome de solteira em todas as suas publicações até o fim da vida, prática incomum para a época, especialmente entre mulheres de orientação católica conservadora, que seguiam os preceitos da Igreja. Tampouco há indícios de que tivesse  envolvimento em relações de concubinato ou situações semelhantes. Tal postura se alinhava às exigências morais do magistério de sua época, que demandavam conduta irrepreensível por parte das docentes, conforme estabelecido pela Lei de Instrução Pública de 15 de outubro de 1827.

## Obras
- Introdução à Bíblia Sagrada para terceiro e quarto anos do ensino religioso;
- Formação ética do professor;
- Prática de pedagogia social;
- Capistrano de Abreu – o homem e sua obra.

## Morte
Alba faleceu em 15 de março de 1944, em decorrência de um câncer.